# On Your Mark
《ON YOUR MARK Ghibli实验剧场》（日语：On Your Mark ジブリ実験劇場），简称"ON YOUR MARK"，是由日本动画导演宫崎骏在1995年为日本双人组合乐队恰克與飛鳥的同名歌曲制作的音乐短片。原曲曾在1994年作为恰克与飞鸟的单曲《HEART/NATURAL/On Your Mark》中的一首发布。在1995年宫崎骏因在电影《幽灵公主》的制作中遇到瓶颈时接手了本片的创作。
整个影片全长6分48秒，除了音乐原声、一些聲效以外没有再进行任何配音。全片表现非线性，提供了多次重述和交替场景来表达剧情。导演宫崎骏特意曲解歌词以展现他设想中地表变得不适宜居住、人类生活在地下城市的世界观，并使影片充满谜题以引发观众间对本片创造性的解读。
本片因其细腻的动画制作和细节刻画而备受好评。最初在恰克与飞鸟的演唱会现场放映使用，后来又被安排与吉卜力工作室另一部作品《侧耳倾听》一起，于1995年7月15日在日本的電影院中合併上映。此后本片也被收录于多部吉卜力工作室作品集中。

## 剧情
影片被设定在受严重核污染灾害的未来，人类隐蔽在封闭的地下城市得以存活。故事的主角是两位心地善良的警察，在一次围剿邪教组织基地的过程中，无意中发现了被该组织监禁的一名带有白色翅膀、外形像是“天使”的少女。短暂的相处后少女被安全部门扣押并很快成了研究的对象，而受到内心触动的两位警官决定冒着生命危险营救这名少女。
劇情开头展示了一个杂草丛生、空荡荡的村庄，背景中是一座被混凝土石棺覆盖的核反应堆。随着音乐响起，场景切换到充满科幻风格的夜晚，军警对一个邪教组织进行突袭。未来风格的运输机撞破了顶端装有巨大霓虹灯眼睛的塔楼的窗户，塔楼内有武装守卫。警察随后跟进与邪教徒交火并投掷手榴弹，这些邪教徒的兜帽上都画着一只巨大的眼睛。当胜利的警察开始清理邪教徒的尸体时，两名警察发现了一个似乎失去意识的女孩，背上有巨大的羽翼。
场景再次切换，这次是明亮的白天和蓝天。两个男人驾驶一辆旧款阿尔法·罗密欧吉利耶塔行驶在空旷的道路上。当其中一个男人帮助女孩站起来时，女孩展开翅膀。男子握住她的手为她增强信心后轻轻一推，她飞上了天。但当男人松手时，她显得犹豫和害怕。
场景切换回发现女孩的塔楼，两个警察的身份被揭示与前一个场景中的两人身份相同。他们小心地将女孩带出去，并给她喝了一些东西。但是一队穿着防护服的科学家赶到并迅速带走了女孩。
这两个男人对女孩的命运所感到担忧，并制定了一个营救她的计划。他们闯入实验室，将她从拘禁中解救出来，但实验室的警报被触发。他们三人逃入一辆装甲卡车，沿着悬挂在陨石坑上方的穹顶城市的狭窄道路行驶。警察的悬浮车在追捕他们，其中一辆悬浮车逼近道路拦住了卡车。道路在主人公强行通过时坍塌，卡车坠落。女孩拒绝放开救她的人的手，于是三人一起坠入深渊。
随后是一段之前画面的简短蒙太奇：发现女孩、女孩在蓝天飞翔、两人从实验室救出女孩并偷走卡车、卡车在坍塌的道路上坠落。但这次，卡车启动了稳定推进器，短暂飞行后撞进了一栋公寓楼。逃脱后，三人驾驶一辆旧款阿尔法·罗密欧吉利耶塔穿过一个黑暗的隧道，隧道下的标志上有辐射标志，并用汉字写着“注意阳光！”和“不保障生命！”。他们驶出隧道，开过核冷却塔和一个写着“极端危险”的标志，继续沿着道路前行。
其中一个男人帮助女孩站起来，她展开翅膀，露出感激的微笑；男人亲吻她的手，另一个男人眨眼告别。不久，女孩缓缓升上天空。之后可以看到树木后方的一座大型城市景观。车子驶离道路，在草地上减速并停下。

## 登场人物
两名警官
以恰克與飛鳥的真人原型为模本塑造的角色，具有善良、勇敢、富有同情心等特质。在营救少女的过程中也展现了过人的电脑安全技术。
天使少女
带有翅膀的少女。偶然被邪教组织发现，被认为是拯救人类未来的关键，带有一定宗教色彩的人物。人物设定上跟宫崎骏的另一部作品风之谷的主角娜乌西卡十分相似，经常被用来作为比较。

## 制作
| 原作、角色、監督 | 宮崎駿                       |
| 製作人           | 鈴木敏夫                     |
| 作画監督         | 安藤雅司                     |
| CG製作           | 株式会社LINKS                |
| 色彩选择         | 保田道世                     |
| 背景             | 男鹿和雄                     |
| 撮影監督         | 奥井敦                       |
| 艺术指导         | 武重洋二                     |
| 音樂             | 飛鳥涼                       |
| 演唱             | 恰克與飛鳥                   |
| 音響監督         | 浅梨なおこ                   |
| 音響製作         | Studio Moon                  |
| 整音             | 大野映彥                     |
| 編輯             | 瀨山武司                     |
| 監督助手         | 有冨興二                     |
| 特殊效果         | 谷藤薰兒、橋爪朋二、村上正博 |
| 動畫             | Telecom Animation Film       |
| 動畫檢查         | 舘野仁美、中込利惠           |

动画和音乐的合作最初是由飞鸟提出，他认为这将是一次用于演唱会表演的创意。在接受了飞鸟的想法后，恰克向宫崎骏提议该项目，从而使得企划案被呈交至吉卜力工作室。吉卜力方面对这项计划表现出兴趣并迅速同意，这也是他们第一次尝试此类合作。当时，宫崎骏在长篇动画《幽灵公主》的制作上遇到创作障碍，急需通过另一个项目来分散他的注意力。制片人铃木敏夫事后回忆说，他认为这个企划可能成为一个很好的心情转换，并因此接下了这项任务。
宫崎骏亲自编写并执导了《On Your Mark》这首歌的音乐短片，然而这首歌早在1994年就已经作为恰克與飛鳥的单曲《HEART/NATURAL/On Your Mark》的一部分发行过。尽管这部作品颇受欢迎，但铃木敏夫告诉海伦·麦卡锡（Helen McCarthy，一位撰写多本动画参考书籍的英国作者），吉卜力工作室并未将“百分之百”的精力投入到该音乐短片的制作中。
在歌曲《On Your Mark》中描绘了两个人克服多次挫折，不放弃向未来前进的精神。宫崎骏将这一主题置于一个被核辐射污染的世纪末后的未来背景下，并创作了以CHAGE和ASKA为原型的两名警察拯救长着翅膀少女的故事。这是一个地表受到核辐射污染、疾病蔓延的世界。他表示，在制作过程中思考着生存意义是什么。而本片是宫崎骏在《天空之城》之后首次涉足真正意义上的科幻动作剧情片，也是其第一部使用CG技术制作的作品。
在这支音乐短片的制作过程中，宫崎骏尝试使用计算机动画来补充传统手绘胶片动画。当时吉卜力工作室没有自己的计算机部门，因此这项工作外包给了CG制作公司Links，在中野英树的监督下进行，并使用了来自Silicon Graphics、Softimage 3D和Alias Research等公司的技术。在《On Your Mark》制作中积累到的技术后来也被应用于《幽灵公主》的创作之中。本片的动画导演是安藤雅司，长期与宫崎骏合作的保田道世负责色彩选择，背景由男鹿和雄创作，武重洋二在片中首次担任艺术指导。整部短片中没有出现一句对话，而两名警察角色则部分参考了恰克和飞鸟的形象设计。

## 解读
1994年，恰克与飞鸟在他们出道15周年时发布了歌曲《On Your Mark》，由吉卜力工作室制作的音乐短片让这部作品成为当时备受瞩目的话题。这支音乐短片是为了在恰克与飞鸟的音乐会上演而制作，于1995至1996年举行的“SUPER BEST3 MISSION IMPOSSIBLE”巡回演唱会中播放。宫崎骏担任原创、编剧和导演，在没有对白的情况下，仅由影像、音乐和效果音构成。尽管只有短短6分48秒（实际内容长6分40秒），但作为一部影视作品，其高完成度使得这部影视作品至今仍享有极高人气。
音乐短片有意识地采用了非线性、神秘和难以理解的风格，旨在激发观众对其的想象力及对音乐短片的不同诠释。导演提出一种将天使解释为“希望”的观点，保护希望可能会矛盾地意味着“让它去一个无人能触及的地方”。撰写关于动画相关书籍的作者丹尼·卡瓦拉罗（Dani Cavallaro）通过这一点进行反思，并提议当希望是短暂、易逝和难以捉摸时，它仍然保持纯净和真实。希望可能导致努力甚至痛苦，但否定希望就是否定了它所提供的可行性和远见。宫崎骏表示，在音乐短片中设定人类生活在地表受核辐射污染后变得不再适合居住，在那里自然获得庇护。然而，他并未认为这是可信的，因为人类在地表上将遭受更大灾难。宫崎骏刻意曲解原曲的歌词来反映一个充满疾病与辐射之境界，并探究人们对此世界作出何种反应的愿景。他暗示两名警察也许无法回到过去生活中去，但并没有说明原因。卡瓦拉罗指出，这首歌的歌词中包含“流行の風”，英文直译为“flu”（流感），同时也是“时尚的风潮”的成语。作者进一步解释称：“我总是感到想要重新开始”的部分可能表达了对“按计划陈旧性所塑造我们生活方式的意识形态和经济规范的黯淡接受，或者带着对更新与改变真实前景的乐观拥抱。”卡瓦拉罗提出，尽管天使外表呈现女性特征，但其可能属于“超自然秩序”，从而使性别或性别区分变得无关紧要。宫崎骏将这位天使般生物称为“鸟之人”，即《风之谷》漫画和电影中娜乌西卡的昵称。卡瓦拉罗还指出了另一个视觉联系，在压迫性的城市环境和开放空间自由之间存在着呼应，同为吉卜力工作室的作品《岁月的童话》中也有类似场景描写。
海伦·麦卡锡强调了本片中发现的与不同作品和现实生活的相似之处，指出开头的城市场景可能是在向《阿基拉》或者《银翼杀手》致敬，对邪教团体袭击则可能是对奥姆真理教运动的反映。Nausicaa.net表示，本片在1995年3月东京地铁沙林毒气事件后执法人员突袭行动之前就已经制作完成。麦卡锡还指出，电影中科学家们穿着的净化装备看起来像《红猪》里面的主角，而营救场面让人联想到《星球大战》中莱娅公主。片中盒子结构或“箱子”是对切尔诺贝利核电站进行混凝土封存（该核电站在切尔诺贝利事故后进行了这样处理）所做的致敬。专门研究宫崎骏作品的学者叶精二观察到，本片中的城市设定具有一种唐人街风格，并与押井守导演当时制作中的动画电影《攻壳机动队》所展示的城市景观相似。尽管宫崎骏本人对《On Your Mark》中带翅膀生物的本质并未明确表态，但叶精二指出，在1995年宫崎骏制作《On Your Mark》期间，《天使266613336翼》这部由押井守和今敏合作、主题为“天使病”的漫画仍在《Animage》杂志上连载中。
本片导演宫崎骏表示：“因为这是音乐短片，所以只要观众按照自己的感受来理解也没关系。”他同时提到里面充满了类似暗示和密码的元素，每次观看都会产生不同的解读方式，使得观众能够拥有各种不同的理解和体验，而關於女主角是否真為一名天使或是普通鳥人則憑觀眾自行決定。
而如同宫崎骏的大多数作品，《ON YOUR MARK》則被普遍认为是具有环保主题，或是对人类未来进行反思的作品。也有人认为这部片子带有宫崎骏自我反省，对从《风之谷》以来的思想变化进行总结的作品。而日本作家「御宅之王」岡田斗司夫則認為這是目睹一場殺戮的警官所幻想出的逃避現實內容，劇中有翼少女在開頭襲擊的場面即被殺死，而劇情結尾處兩名警官開車時突然急轉彎停下來是因為遭受到外頭放射線照射、及污染大氣而死亡的另類解釋。

## 公映和发行
这支音乐短片于1995年7月15日与吉卜力工作室电影《侧耳倾听》一同在影院上映。但本片的首次正式公开是在于1995年6月29日在千叶县幕张展览馆举行的恰克与飞鸟粉丝俱乐部演唱会上。从1995年7月5日开始，在“SUPER BEST3 MISSION IMPOSSIBLE”巡回演出期间播放了本片。2004年，在恰克与飞鸟的巡回演唱会“CHAGE and ASKA CONCERT TOUR 2004 2-5”的舞台表演中，在演唱《On Your Mark》时背景播放了本片。本片于2017年1月5日至1月9日在美国举行的纪念《幽灵公主》上映20周年放映活动中首映。
由于受到大众喜爱的需求，音乐短片后来于1997年7月25日由Pony Canyon发行了VHS和激光影碟版本。2005年11月15日，这部本片被收录在博偉家庭娛樂的“吉卜力最特别短片系列”盒装影碟DVD中。本片原本计划被收录在2014年发行的“宫崎骏精选集”套装中，但在音乐二人组恰克与飞鸟成员之一的飞鸟凉因持有毒品而被逮捕后，华特迪士尼日本分公司从即将发行的包含宫崎骏作品的DVD/蓝光影碟套装中移除了《On Your Mark》，甚至专门延迟两周发布以删除该视频。2019年4月10日，华特迪士尼日本宣布发行蓝光光盘和DVD《吉卜力盒子特别短片 1992-2016》。这是为包含2005版“吉卜力最特别短片系列”盒装影碟后发布的作品的扩展版，这其中就包括《On Your Mark》。这套影碟最终于2019年7月17日发行。

## 评价
同时由于影片的实验性质，片中所使用一些当时领先的CG技术也备受日本业界和观众的瞩目。本片在1995年发布时就受到了广泛关注，很多人要求将其制作成完整的长篇动画。吉卜力工作室的铃木敏夫表示：“对我们来说，这是一部特别的作品。”他在自己的著作中提到，这部短片成为一个转折点，促使已经陷入制作困境的《幽灵公主》制作团队彻底修改故事情节，并加速了项目进程。
本作受到了广泛好评。科普作家帕特里克·科林斯博士称其为“我看过的最完美的短篇幻想科幻影片。”《EX Magazine》的麦卡特赞扬了该片对细节的关注，使得虚构世界栩栩如生。《THEM Anime》也赞扬了本片，最并表示单凭它就值得购买“吉卜力最特别短片系列”盒装影碟。

## 其它
- 動畫最後兩名警官與天使搭乘的車輛是以愛快羅密歐的Giulietta車款為範本。[28]

## 脚注